# ریوتا ناکای
ریوتا ناکای (انگلیسی: Ryota Nakai؛ زادهٔ ۱۶ ژانویهٔ ۱۹۹۵) بازیکن فوتبال اهل ژاپن است.